# 庆余年
《慶餘年》（英語：Joy of Life）是一部中国大陆的架空古装武侠劇，根據網路作家猫腻的同名小說改編，由张若昀、李沁、陈道明、吴刚、李小冉、于荣光、辛芷蕾、李纯、宋轶和田雨主演，講述一个身世神秘的少年，自海邊小城初出茅廬，歷經家族、市井、江湖、廟堂種種考驗的傳奇故事。該劇計劃拍攝三季，第一季於2019年11月26日首播，第二季於2024年5月16日首播。

## 剧情简介

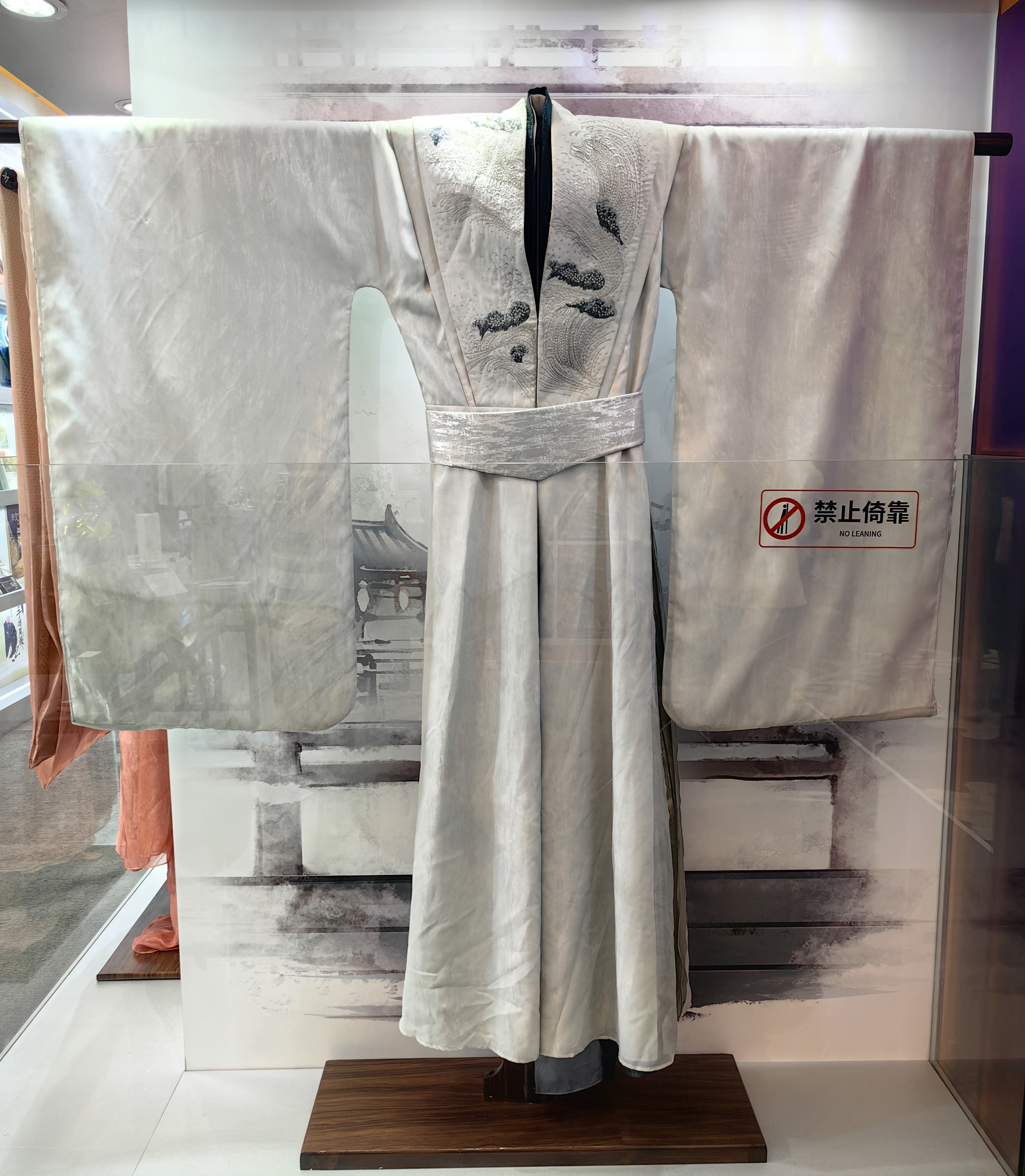
《庆余年》中范(範)闲所穿服饰

一个身世神秘的少年范(範)闲（张若昀饰），因对自身身世的好奇而离开故乡澹州，前赴南庆京都。范闲在京中各大势力之间游走，以探查自己屡遭刺杀的原因。其间结识靖王世子、二皇子，与太子、长公主等人对抗，并游历四方、闯荡江湖，却意外发现这世界隐藏着的秘密。
第一季上半部主要描述范闲在南庆京都追查刺杀的幕后黑手，京中各式人等对范闲继承内库的态度和应对，以及鑑察院院长陈萍萍希望范闲接掌鑑察院所做的一切举动。下半部剧情发生在北齐上京。南庆驻北齐上京谍报首领言冰云被北齐官方抓获，庆帝与陈萍萍同意用已被关在鑑察院大牢多年的前北魏谍报首领肖恩交换言冰云，并派范闲亲率南庆使团负责此事。

## 演员列表

### 主要演员
| 演員   | 角色     | 介紹 |
| 張若昀 | 范閑     | 本作主角，擁有上古文明的人類（指現代人）的記憶，慶帝和葉輕眉的兒子（私生子），由范家祖母（慶帝奶娘）在澹州撫養長大。另一個身份為南慶監察院的提司（副院長）。 |
| 李沁   | 林婉兒   | 林相和李雲睿的女兒（私生女），與范閑有婚約。 |
| 陳道明 | 慶帝     | 南慶皇帝，范閑的親生父親，本名不詳。 |
| 吳剛   | 陳萍萍   | 南慶監察院的院長。 |
| 李小冉 | 李雲睿   | 南慶長公主，慶帝無血緣關係之妹（原著為胞妹），林婉兒生母。                                                                                                   |
| 李純   | 司理理   | 來自北齊的間諜，實為流亡北齊的南慶宗親之女，原名李離思，後在范閑的幫助下回到北齊，現成為北齊皇帝的貴妃。                                                     |
| 辛芷蕾 | 海棠朵朵 | 苦荷的關門弟子，北齊的聖女，帝黨支持者。 |
| 宋軼   | 范若若   | 南慶的才女，表面身份是范閑的同父異母妹妹，家中唯一的嫡女，不過與范閑無血緣關係。                                                                             |
| 田雨   | 王啟年   | 鑒查院一處文書。武功平平，不過輕功極為熟練。家有一妻一女，女兒名為王霸。                                                                                     |

## 集数
| 季數 | 集数 | 集数 | 上線日期       | 上線日期      |
| 季數 | 集数 | 集数 | 首映           | 季终          |
| ---- | ---- | ---- | -------------- | ------------- |
| 1    | 46   | 46   | 2019年11月26日 | 2020年1月15日 |
| 2    | 36   | 36   | 2024年5月16日  | 2024年5月31日 |

### 第一季（2019-2020年）
| 總集數 | 集數 （季） | 標題           | 導演 | 編劇 | 上線日期       |
| ------ | ----------- | -------------- | ---- | ---- | -------------- |
| 1      | 1           | 脫胎換骨       | 孫皓 | 王倦 | 2019年11月26日 |
| 2      | 2           | 成為眼中釘     | 孫皓 | 王倦 | 2019年11月26日 |
| 3      | 3           | 初遇           | 孫皓 | 王倦 | 2019年11月27日 |
| 4      | 4           | 暗中查探       | 孫皓 | 王倦 | 2019年11月27日 |
| 5      | 5           | 禁書           | 孫皓 | 王倦 | 2019年12月2日  |
| 6      | 6           | 母親的理想     | 孫皓 | 王倦 | 2019年12月2日  |
| 7      | 7           | 力拔头筹       | 孫皓 | 王倦 | 2019年12月3日  |
| 8      | 8           | 自曝身分       | 孫皓 | 王倦 | 2019年12月3日  |
| 9      | 9           | 對簿公堂       | 孫皓 | 王倦 | 2019年12月4日  |
| 10     | 10          | 親毀婚事       | 孫皓 | 王倦 | 2019年12月4日  |
| 11     | 11          | 甜蜜暗號       | 孫皓 | 王倦 | 2019年12月9日  |
| 12     | 12          | 走遍天涯       | 孫皓 | 王倦 | 2019年12月9日  |
| 13     | 13          | 復仇           | 孫皓 | 王倦 | 2019年12月10日 |
| 14     | 14          | 重獲自由       | 孫皓 | 王倦 | 2019年12月10日 |
| 15     | 15          | 告別           | 孫皓 | 王倦 | 2019年12月11日 |
| 16     | 16          | 無能為力       | 孫皓 | 王倦 | 2019年12月11日 |
| 17     | 17          | 親自審問       | 孫皓 | 王倦 | 2019年12月16日 |
| 18     | 18          | 爭鬥           | 孫皓 | 王倦 | 2019年12月16日 |
| 19     | 19          | 試探           | 孫皓 | 王倦 | 2019年12月17日 |
| 20     | 20          | 對峙           | 孫皓 | 王倦 | 2019年12月17日 |
| 21     | 21          | 密會           | 孫皓 | 王倦 | 2019年12月18日 |
| 22     | 22          | 潛藏的殺手     | 孫皓 | 王倦 | 2019年12月18日 |
| 23     | 23          | 敞開心扉       | 孫皓 | 王倦 | 2019年12月23日 |
| 24     | 24          | 挑釁           | 孫皓 | 王倦 | 2019年12月23日 |
| 25     | 25          | 談判           | 孫皓 | 王倦 | 2019年12月24日 |
| 26     | 26          | 借題發揮       | 孫皓 | 王倦 | 2019年12月24日 |
| 27     | 27          | 推波助瀾       | 孫皓 | 王倦 | 2019年12月25日 |
| 28     | 28          | 開啟神秘黑箱   | 孫皓 | 王倦 | 2019年12月25日 |
| 29     | 29          | 偷偷進宮       | 孫皓 | 王倦 | 2019年12月30日 |
| 30     | 30          | 正中圈套       | 孫皓 | 王倦 | 2019年12月30日 |
| 31     | 31          | 堅守心中是非   | 孫皓 | 王倦 | 2019年12月31日 |
| 32     | 32          | 初吻           | 孫皓 | 王倦 | 2019年12月31日 |
| 33     | 33          | 離開京都       | 孫皓 | 王倦 | 2020年1月1日   |
| 34     | 34          | 坦承交心       | 孫皓 | 王倦 | 2020年1月1日   |
| 35     | 35          | 設局           | 孫皓 | 王倦 | 2020年1月6日   |
| 36     | 36          | 商議結盟       | 孫皓 | 王倦 | 2020年1月6日   |
| 37     | 37          | 迎戰           | 孫皓 | 王倦 | 2020年1月7日   |
| 38     | 38          | 隱匿行蹤       | 孫皓 | 王倦 | 2020年1月7日   |
| 39     | 39          | 逃出困境       | 孫皓 | 王倦 | 2020年1月8日   |
| 40     | 40          | 一網打盡       | 孫皓 | 王倦 | 2020年1月8日   |
| 41     | 41          | 吐露秘密       | 孫皓 | 王倦 | 2020年1月13日  |
| 42     | 42          | 不歡而散       | 孫皓 | 王倦 | 2020年1月13日  |
| 43     | 43          | 宣戰           | 孫皓 | 王倦 | 2020年1月14日  |
| 44     | 44          | 最後一個任務   | 孫皓 | 王倦 | 2020年1月14日  |
| 45     | 45          | 切磋武藝       | 孫皓 | 王倦 | 2020年1月15日  |
| 46     | 46          | 這就是我的決定 | 孫皓 | 王倦 | 2020年1月15日  |

## 电视剧歌曲

### 第一季
| 曲序 | 曲目               |        | 作曲   | 演唱 |
| ---- | ------------------ | ------ | ------ | ---- |
| 1.   | 一念一生（主题曲） | 李健   | 李健   | 李健 |
| 2.   | 馀年（片尾曲）     | 吕景亚 | 陈诗牧 | 肖战 |

第二季
| 曲序 | 曲目               |      | 作曲   | 演唱                         |
| ---- | ------------------ | ---- | ------ | ---------------------------- |
| 1.   | 有生之年（主題曲） | 李健 | 李健   | 李健                         |
| 2.   | 借過一下（片尾曲） | 唐恬 | 周以力 | 周深                         |
| 3.   | 哎呀（推廣曲）     | 梁龍 | 梁龍   | 梁龙、刘端端、张昊唯、郭子凡 |

- 李健为创作本剧主题曲，曾读完整部原著。[8]

#### 香港
第一季
| 曲序 | 曲目                         |        | 作曲   | 演唱   |
| ---- | ---------------------------- | ------ | ------ | ------ |
| 1.   | 最冷的一天（主題曲、片尾曲） | 张美贤 | 张家诚 | 谢东闵 |

第二季
| 曲序 | 曲目                     |      | 作曲   | 演唱   |
| ---- | ------------------------ | ---- | ------ | ------ |
| 1.   | 穿越者（主題曲、片尾曲） | 楊熙 | 劉易昇 | 譚輝智 |

#### 台湾
第一季
| 曲序 | 曲目           |          | 作曲     | 编曲     | 演唱   |
| ---- | -------------- | -------- | -------- | -------- | ------ |
| 1.   | 皆可（主题曲） | 蓝小邪   | 林家谦   | 吴加恩   | 田馥甄 |
| 2.   | 一一（片尾曲） | 火星电台 | 火星电台 | 火星电台 | 田馥甄 |

## 相关事件

### VIP超前点播事件
2019年12月11日，腾讯视频为此剧推出VIP专享付费超前点播服务，这种新的收费模式引发广泛争议和诸多网友及视频网站付费会员的质疑。12月14日，《人民日报》等媒体刊文批评腾讯视频和爱奇艺更改付费模式此举“吃相难看”。腾讯视频和爱奇艺承认考虑不周。12月20日，腾讯新闻旗下栏目《新闻哥》在微信公众号发文为《庆余年》预点播辩护，取题为《中国人不配拥有精神生活！不配！》，并在文中写道“好内容怎么就不能收费了？内容创作的人就活该穷死吗？”“《庆余年》vvip这事，嫌50块钱太贵是假，1分钱都不想花是真。”等激烈言论。12月23日凌晨，《新闻哥》就此文发表致歉声明，表示该文的标题、观点和措辞均严重失当，已认识到错误并已删除文章，同时该文不代表腾讯在《庆余年》视频会员事件中的态度，腾讯视频团队已在此前对此反思和说明。《新闻哥》即日起撤换公众号当值负责人，本文相关编辑停职处理，同时将优化完善公众号的编审流程。2020年6月2日，北京互联网法院开庭审理吴某诉爱奇艺网络服务合同纠纷案，法院当庭宣判确认，爱奇艺公司的《爱奇艺VIP会员服务协议》部分无效；在吴某购买会员服务后更新的“付费超前点播”条款对吴某不发生效力；爱奇艺公司继续向吴某提供原有会员权益。

### 盗版片源泄露事件
2019年12月19日，网上有人出售《庆余年》第一季全集，腾讯视频和爱奇艺向公安报案并已立案侦查。中国版权协会版权监测中心主任吴冠勇21日接受采访时称，目前《庆余年》侵权链接已近4万条，这与片方、发行方、平台方把控不严有关，与平台收费无必然关联。

### 柳思思一角被删
剧集拍摄之初，确是有由虞鑫蕾饰演的柳思思之角色设定，后删除。

### 第二季广告过多
《庆余年》第二季广告过多，引发热议。开播前就已宣布26个合作品牌，分为5个梯度。第一财经报道称，因广告植入生硬，导致剧情拖沓，例如第一集中安慕酸酪的摊主完整说出大段广告词。根据数说聚合的数据，近4成观众对《庆余年2》的广告持负面情绪。

## 评价
2021年2月，本剧获国家广播电视总局评选为2020年度优秀海外传播作品。

## 轶事
- 吴刚获邀饰演陈萍萍时，第一个反应是“终于有人来找我演反串啦”[18]，也笑说最怕有人在街上遇见他时叫他“萍萍”。此外，当得悉陈道明等实力派演员接拍，更表示不收片酬。

- 虽然电视剧没有采用原著范慎穿越的情节，改为大学生张庆与论文老师讨论架空历史[19]，但在翡翠台播出的版本，演员表中仍保留“范慎”而没有“张庆”。

- 2020年5月27日起，首要媒体宣布NTV7华语新闻与八度空间华语新闻于6月8日起合并，而八度空间华语新闻将会延长至1小时，同一天NTV7华语新闻正式停播，因八度空间华语新闻在行动管制令期间收视率超过100万。[20]而《庆余年》将会延至星期一至四 21:00 - 22:00播出。

## 外部連結
- 《庆余年官微》的新浪微博
- 豆瓣电影上《庆馀年第一季》的資料 （简体中文）
- 起点中文网中的《庆馀年》 （页面存档备份，存于）